# Termitoderus kistneri
Termitoderus kistneri är en skalbaggsart som beskrevs av Henry Fuller Howden och Gill 1993. Termitoderus kistneri ingår i släktet Termitoderus och familjen Aphodiidae. Inga underarter finns listade i Catalogue of Life.